# 新選組顛末記
新選組顛末記（しんせんぐみてんまつき）は、新選組に関する史料の1つ。永倉新八の口述による回顧録を記録したもので、1913年3月17日から同年6月11日にかけて、「新撰組 永倉新八」という題で『小樽新聞』で連載された。執筆は小樽新聞社の記者、吉島力。聞き書きであることからくる誤記や晩年の口述であるための記憶違いなどがふくまれる可能性があることを新人物往来社より出版された同書の解説で尾崎秀樹が指摘している。
『新選組顛末記』は、永倉新八の長男、杉村義太郎が、父の十三回忌をむかえて、編集発行した『新撰組永倉新八』を改題して出版されたものである。
1998年10月に新人物往来社より新装版が出版され、「新撰組 永倉新八」の他、関係者の話や永倉の遺稿の一つ「同志連名記」なども収録された。

## 収録内容
以下の史実に関わる永倉の証言が収録されている。新選組関係のみならず、新選組脱退後の永倉が組織した靖兵隊などについても触れられている。
|    | 目次タイトル   | 対応する史実など |
| -- | -------------- | ---------------- |
| 1. | 浪士組上洛     | 浪士組           |
| 2. | 新選組結成     | 新選組           |
| 3. | 池田屋襲撃     | 池田屋事件       |
| 4. | 禁門の変       | 禁門の変         |
| 5. | 高台寺党粛清   | 油小路事件       |
| 6. | 鳥羽伏見の激戦 | 鳥羽・伏見の戦い |
| 7. | 近藤勇の最後   | 甲州勝沼の戦い   |
| 8. | 会津転戦       | 戊辰戦争         |
| 9. | 新選組資料     | 同志連名記       |